# Volica
Volica (in tedesco Ochsendorf, Wolitz o Woilitz, in ungherese Ökröske, in ruteno Volicja) è un comune della Slovacchia facente parte del distretto di Medzilaborce, nella regione di Prešov.

## Storia
Il villaggio fu menzionato per la prima volta in un documento storico nel 1405 con il nome di Wolycha. All'epoca apparteneva alla Signoria di Michalovce. Nel 1448 risulta pressoché deserto. Successivamente venne ripopolato da coloni ruteni che vi mantengono la propria lingua e i propri usi e costumi. Nel XVIII secolo passò agli Szirmay.